# Svenska Dagbladet
Svenska Dagbladet (SvD) – gazeta założona w 1884. Jedna z większych gazet szwedzkich, nakład 195 200 egzemplarzy (2007). Dziennik określa się jako „niezależny umiarkowany” (obunda moderata).
Pierwszy numer ukazał się 18 grudnia 1884 roku. Miał sześć stron, w tym trzy z reklamami, jeden komunikat pogodowy, wiadomości krajowe i zagraniczne oraz kącik literacki. 1 maja 1897 roku tytuł wykupiło wydawnictwo Tidningsaktiebolaget Sverige. Redaktorem naczelnym został dziennikarz i ekonomista Helmer Key, który przez 37 lat kierowania gazetą stworzył z niej liczący się tytuł na szwedzkim rynku prasowym. W Svenska Dagbladet debiutowała pierwsza szwedzka reporterka - Lotten Ekman. Od roku 1999 właścicielem gazety jest norweskie wydawnictwo Schibsted.
Od 2004 szefem działu politycznego dziennika jest P.J. Anders Linder, zwolennik liberalnego konserwatyzmu. SvD przyznaje co roku Nagrodę Literacką, złoty medal SvD za osiągnięcie sportowe roku (Svenska Dagbladets guldmedalj), nagrodę operową (Svenska Dagbladets operapris) oraz nagrodę Thalia (Thaliapriset).

## Redaktorzy naczelni
- Axel Jäderin, 1884–1888
- Hjalmar Sandberg, 1888–1891
- Dan Åkerhielm, 1891–1893
- Gustaf E. Ericson, 1893–1897
- Helmer Key, 1897–1907
- Gustaf Zethelius, 1907–1909
- Helmer Key, 1909–1934
- Karl Trygger, 1934–1940
- Ivar Andersson, 1940–1955
- Allan Hernelius, 1955–1969
- Sven Gerentz, 1969–1974
- Gustaf von Platen, 1974–1982
- Ola Gummesson, 1982–1987
- Hans Zetterberg, 1988
- Lennart Persson, 1989
- Bertil Torekull, 1989–1991
- Mats Svegfors, 1991–2000
- Hannu Olkinuora, 2000–2001
- Lena K. Samuelsson, 2001—

## Bardziej znani dziennikarze SvD
- Maria Abrahamsson
- Claes Arvidsson
- Bengt Bedrup
- Cordelia Edvardson
- Johan Hakelius
- Agneta Lagercrantz
- Olof Lagercrantz(inne języki)
- P.J. Anders Linder
- Kar de Mumma
- Sofia Nerbrand
- Susanna Popova
- Sanna Rayman
- Richard Swartz
- Sune Sylvén
- Margaretha af Ugglas
- Marianne Zetterström
- Carl-Gunnar Åhlén
- Bertil Östergren